# Arneke British Cemetery
Arneke British Cemetery is een Britse militaire begraafplaats met gesneuvelden uit de Eerste- en Tweede Wereldoorlog, gelegen in de Franse gemeente Arneke in het Noorderdepartement. De begraafplaats ligt anderhalve kilometer ten noordwesten van het dorpscentrum en werd ontworpen door Herbert Baker. Ze heeft een rechthoekige vorm en wordt omgeven door een bakstenen muur. Het Cross of Sacrifice staat centraal op het terrein. Aan het einde van de begraafplaats ligt een groot perk met Franse graven. De begraafplaats wordt onderhouden door de Commonwealth War Graves Commission.
Er liggen 578 doden begraven.

## Geschiedenis
In oktober 1917 werd de begraafplaats gestart door de 13th Casualty Clearing Station dat vanuit de streek van Proven naar Arneke was verplaatst. Bij het begin van het Duitse lenteoffensief in april 1918 werden ook de 10th en de 44th Clearing Station opgericht. Ze gebruikten de begraafplaats nog tot eind mei 1918 en ook van juli tot september maakte de 62nd (1/2nd London) Clearing Station er gebruik van. Dat jaar werden hier ook Franse gesneuvelden begraven.
Er liggen 422 Britten, 9 Australiërs, 3 Canadezen, 2 Nieuw-Zeelanders, 2 Zuid-Afrikanen, 130 Fransen en 5 Duitsers uit de Eerste Wereldoorlog begraven.
Er liggen ook 5 Britten (waaronder 2 niet geïdentificeerde) uit de Tweede Wereldoorlog begraven.

## Graven

### Onderscheiden militairen
- Harry Percy Bright Gough, majoor bij het Welsh Regiment werd tweemaal onderscheiden met het Military Cross (MC and Bar).
- majoor Alexander James Stewart van het Machine Gun Corps (Infantry); de kaptiteins Charles Peter Gwydyr Cameron en Coulson Tregarthen Coulson van de Royal Garrison Artillery; luitenant Georges Percival Douglass van de Royal Field Artillery;  de onderluitenants Herbert Victor Barrett van de Royal Field Artillery, Albert James Clayton van de Royal Fusiliers en Ernest Kenneth Moncreiff Paul van de Royal Garrison Artillery ontvingen het Military Cross (MC).
- luitenant Joseph St.John Watson van de Durham Light Infantry ontving het Military Cross en de Distinguished Conduct Medal (MC, DCM).
- kanonnier William Milne en soldaat Frederick Swain Carter ontvingen de Distinguished Conduct Medal (DCM).
- 19 militairen ontvingen de Military Medal (MM).

### Alias
- soldaat Charles Alfred Buzza diende onder het alias C.A. Brown bij de Northumberland Fusiliers.